# Brtnička
Brtnička (en allemand : Klein Pirnitz) est une commune du district de Jihlava, dans la région de Vysočina, en République tchèque. Sa population s'élevait à 94 habitants en 2024.

## Géographie
Brtnička se trouve à 12 km au sud-est de Třešť, à 19 km au sud-sud-est de Jihlava à 127 km au sud-est de Prague.
La commune est limitée par Brtnice au nord, par Opatov à l'est et au sud, et par Dlouhá Brtnice à l'ouest.

## Histoire
De 1949 à 1960, la commune appartient au district de Třešť, de 1961 à 2006 au district de Třebíč, et depuis 2007, au district de Jihlava.

## Transports
Par la route, Brtnička se trouve à 20 km de Třešť, à 20 km de Jihlava et à 151 km de Prague.